# ФК Дордрехт
ФК Дордрехт (на нидерландски: FC Dordrecht) е нидерландски футболен отбор от едноименния град Дордрехт. Създаден е на 23 юли 1902 г. Играе мачовете си на стадион ГН Бау с капацитет от 4100 зрители. Цветовете на отбора са зелено и бяло.

## Известни бивши играчи
- Гари Родригес